# Proceso de nitrofosfato
El proceso de nitrofosfato (también conocido como proceso Odda) fue un método para la producción industrial de fertilizantes nitrogenados inventado por Erling Johnson en el municipio de Odda, Noruega, alrededor de 1927. 
El proceso consiste en acidificar la roca de fosfato con ácido nítrico para producir una mezcla de ácido fosfórico y nitrato de calcio. 
Ca3(PO4)2 + 6 HNO3 + 12 H2O → 2 H3PO4 + 3 Ca(NO3)2 + 12 H2O
La mezcla se enfría por debajo de 0 °C, donde el nitrato de calcio cristaliza y se puede separar del ácido fosfórico. 
2 H3PO4 + 3 Ca(NO3)2 + 12 H2O → 2 H3PO4 + 3 Ca(NO3)2·4H2O
El nitrato de calcio resultante produce fertilizante nitrogenado. El filtrado está compuesto principalmente de ácido fosfórico con algo de ácido nítrico y trazas de nitrato de calcio, y esto se neutraliza con amoníaco para producir un fertilizante compuesto. 
Ca(NO3)2 + 4 H3PO4 + 8 NH3 → CaHPO4 + 2 NH4NO3 + 3(NH4)2HPO4
Si se agrega cloruro de potasio o sulfato de potasio, el resultado será fertilizante NPK. El proceso fue una innovación para no requerir ni el costoso ácido sulfúrico ni producir residuos de yeso. 
El nitrato de calcio puede ser procesado como fertilizante de nitrato de calcio, pero a menudo se convierte en nitrato de amonio y carbonato de calcio utilizando dióxido de carbono y amoníaco. 
Ca(NO3)2 +  2 NH3 + CO2 + H2O → 2 NH4NO3 + CaCO3
Ambos productos pueden elaborarse juntos como fertilizante nitrogenado puro. 
Aunque Johnson creó el proceso mientras trabajaba para Odda Smelteverk, su compañía nunca lo empleó. En cambio, autorizó el proceso a Norsk Hydro, BASF, Hoechst y DSM. Cada una de estas compañías utilizó el proceso, introdujo variaciones y lo autorizó a otras compañías. Hoy, solo Yara (Norsk Hydro), BASF, Borealis Agrolinz Melamine GmbH y GNFC siguen utilizando el proceso Odda. Debido a las alteraciones del proceso por parte de las diversas compañías que lo emplearon, el proceso ahora se conoce generalmente como el proceso de nitrofosfato. 
Debido al subproducto nitrato de amonio que tiene un valor más bajo, la producción de fertilizante de nitrofosfato de amonio no es económica en comparación con el fosfato de diamonio que se produce a partir de ácido sulfúrico o yeso más barato. 